# Херсонська губернська земська управа
Херсонська губернська земська управа — орган місцевого самоврядування Херсонської губернії, який діяв впродовж 1864—1920 рр.

## Голови
Горич Петро Дмитрович (1909—1917)

## Будівля
Херсонська губернська земська управа містилась у будівлі на Потьомкінському бульварі.
Ймовірно будівля побудована в стилі класицизм, але пізніше вона отримала новий фасад у стилі історизму: вікна ошатно оформлені наличниками, а білий декор надає цьому спорудженню деяку святковість і урочистість. З вікон будівлі відкривається чудовий вид на сквер Михайла Грушевського.
У 1828 році в будинку розміщувалося училище для дітей службовців, завданням якого було їхнє виховання. Підпорядковувалося Міністерству Внутрішніх Справ Російської Імперії. Вихованці училища працювали на території тодішніх Новоросійських губерній. 

В 1860-х роках в цій будівлі розмістилися губернські земські збори. Це був один з розпорядчих органів, а земства і земські управи — виконавчі. Головним на губернських зборах був губернський ватажок дворянства, для повітів — повітовий. Займалися вони будівництвом, ремонтом шкіл та лікарень, підтримували стан доріг.

У 1895 році була перебудована у зв'язку з перенесенням в інше місце Окружного суду, а в 1920 році тут — відкритий Палац праці. 

З 1936 по 1941 роки тут знаходилась Херсонська авіашкола.
З 1957 р. у будівлі розташований пологовий будинок. Це жіноча консультація № 1 пологового будинку Центрального району і медичний центр планування сім'ї, вул. Гоголя, 1 м. Херсон.